# Галина Хъчинс
Галина Анатолиивна Хъчинс (на украински: Галина Анатоліївна Хатчінс, родена Андросович; 10 април 1979 г. – 21 октомври 2021 г.) е оператор от Украйна. През кариерата си работи по над 30 филма и сериала. Умира от огнестрелна рана на 21 октомври 2021 г. при злополука с реквизитен пистолет на снимачната площадка на филма „Ръст“. Изстрелът е произведен от актьора Алек Болдуин, а преди това оръжието не е било проверено внимателно.